# Kortlandse Molen
De Kortlandse Molen in Alblasserdam is een in 1890 gebouwde poldermolen, ter vervanging van een eerdere wipmolen. Het is een ronde stenen molen, waarvan het onderste deel cilindrisch is opgemetseld met daarop een conisch gemetseld deel. Deze bijzondere vorm komt elders nauwelijks voor. De Kortlandse Molen heeft een scheprad buiten de molen, waarmee tot 1953 de polder op windkracht is bemalen. Daarna is hij verkocht aan de gemeente Alblasserdam, die hem heeft onderhouden. De molen bemaalt nu op vrijwillige basis de polder Kortland.
De molen is sinds 1986 eigendom van de SIMAV. Hij wordt bewoond en is niet te bezoeken.